# Königlich Sächsisches 2. Husaren-Regiment Nr. 19 „Kronprinz Wilhelm des Deutschen Reiches und von Preußen“
Das 2. Husaren-Regiment Nr. 19 „Kronprinz Wilhelm des Deutschen Reiches und von Preußen“ war ein Kavallerieverband der Sächsischen Armee.

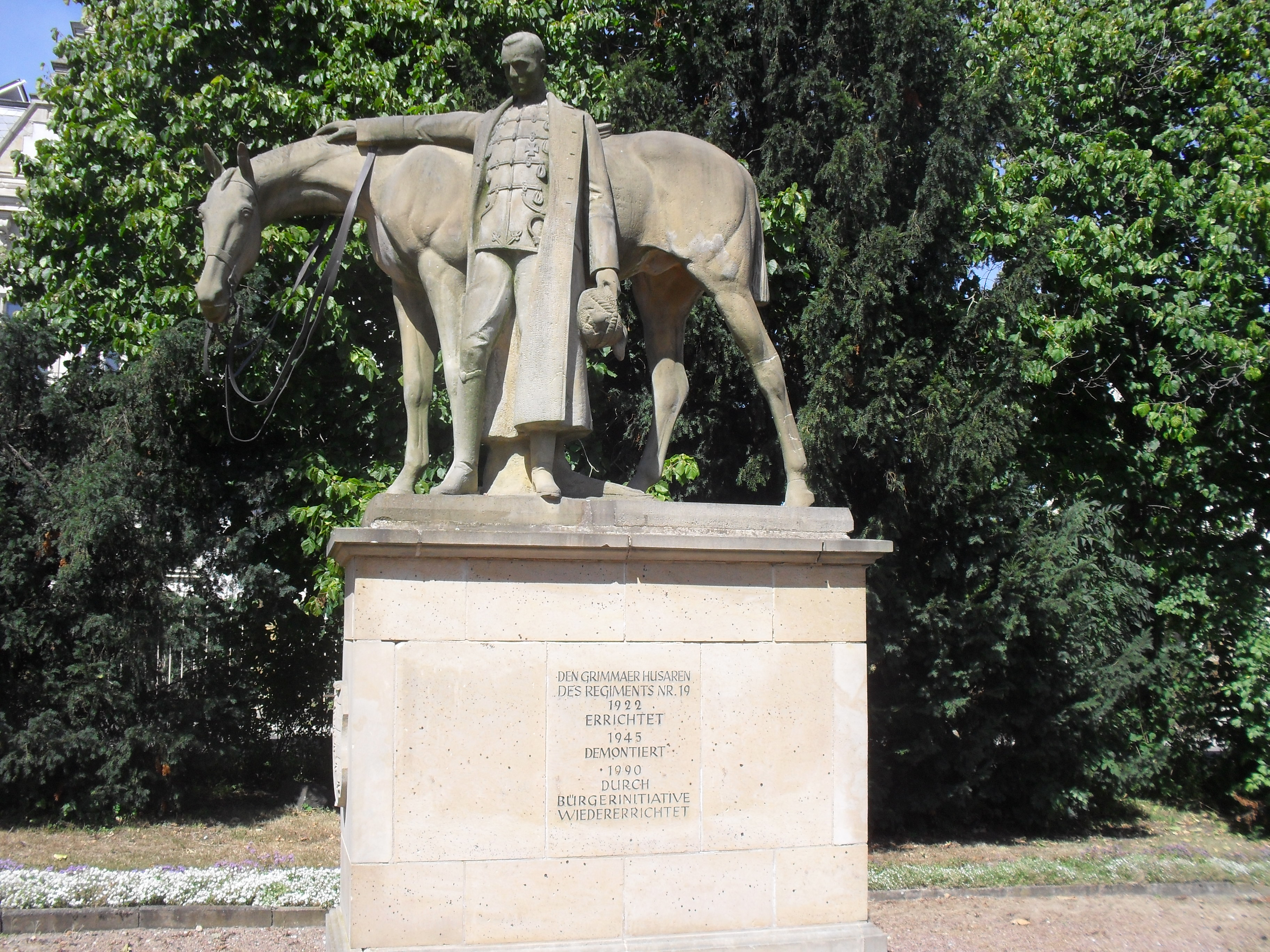
Denkmal: Königlich Sächsisches 2. Husaren-Regiment Nr. 19

## Geschichte

### Aufstellung und Entwicklung bis 1822
Auf Anregung des sächsischen Generalinspekteurs der Kavallerie, Generalleutnant Moritz Claude Marie Graf v. Bellegarde, ordnete Kurfürst Friedrich August III. von Sachsen am 10. Juli 1791 die Aufstellung eines Husarenregiments an. Anders als in vielen anderen europäischen Staaten, in Preußen war das erste Husarenregiment 1721 aufgestellt worden, in Österreich sogar 1688, hatte es in Sachsen bis dahin keine Husarenverbände gegeben.
Das neue Regiment sollte eine Stärke von 1048 Mann und 1000 Pferden haben. Zu seiner Aufstellung mussten die bestehenden sieben sächsischen Kavallerieregimenter Mannschaften und Pferde abgeben, sodass zunächst eine Stärke von 508 Mann und 502 Pferden erreicht wurde. Es war dabei bestimmt, dass die abzugebenden Reiter nicht größer als 1,67 m sein durften.
Das Husarenregiment wurde zunächst in Radeberg, Bischofswerda, Königsbrück, Hoyerswerda und Ruhland stationiert und im April 1792 in seine endgültigen Garnisonen in Cölleda, Gebesee, Wiehe, Heldrungen, Kindelbrück und Donndorf im Thüringer Kreis verlegt. Erst 1797 erreichte es die vorgesehene volle Stärke.
Schon 1793 stellte es im Ersten Koalitionskrieg zwei von seinen acht Eskadronen zur Reichsarmee. Diese zwei Eskadronen wurden im Folgejahr Jahr durch zwei andere abgelöst und 1795 rückte der Regimentskommandeur mit vier Eskadronen als „mobiles sächsisches Husarenregiment“ über den Rhein. In der Schlacht bei Wetzlar am 15. und 16. Juni 1796 zeichnete sich das Regiment aus, machte zahlreichen Gefangene und eroberte zwei französische Geschütze.
Im Vierten Koalitionskrieg war Sachsen an die Seite von Preußen getreten und stellte ein Hilfskorps von rund 20.000 Mann, dabei das Husarenregiment mit acht Eskadronen. Es nahm an den Schlachten bei Saalfeld und Jena teil. Es war ein Rittmeister des Regiments, Johann Adolf von Thielmann, der am 15. Oktober 1806 als Parlamentär zu Napoleon nach Merseburg gesandt wurde, um für die Sachsen Waffenstillstand, Rückkehr in die Heimat und Freilassung der Gefangenen zu erwirken. Das Regiment verlor auf dem Rückmarsch Waffen und Pferde an die Franzosen, konnte aber dank des Mutes eines Proviantknechts die Regimentskasse vor der Beschlagnahme bewahren.
Nach Ergänzung des Pferdebestandes traten drei Eskadronen des Regiments ab 1809 zum sächsischen Hilfskorps, das Sachsen Napoleon im Rahmen des Rheinbunds zur Verfügung stellen musste. Es kämpfte in der Schlacht von Wagram und nahm an der anschließenden Verfolgung der geschlagenen Österreicher bis Preßburg teil.
An Napoleons Russlandfeldzug nahm das Husarenregiment im Rahmen des 7. (sächsischen) Corps unter dem Kommando des französischen Generals Jean-Louis-Ébénézer Reynier teil, das als Flankenschutz auf dem rechten Flügel der Grande Armee eingesetzt war. Bei Wolkowisk war das Regiment am 15. November 1812 an der erfolgreichen Abwehr eines russischen Angriffs gegen das Hauptquartier Reyniers beteiligt. Im Verlaufe des Feldzuges hatte es dann aber auf dem Rückzug in den Untergang der Grande Armee hohe Verluste. Nur 133 Husaren erreichten Anfang Juni 1813 mit ihren Pferden schließlich die Heimat.
Bis Sommer 1813 waren die sächsischen Husaren wieder auf die volle Stärke von acht Eskadronen mit rund 800 Mann und 800 Pferden gebracht und nahmen an der Seite Napoleons an der Rückzugsschlacht bei Bautzen teil. Immer noch auf französischer Seite und im Sommer 1813 erneut voll aufgefüllt, nahm das das Regiment an den zwei verunglückten Vorstößen der Franzosen gegen Berlin teil, die in den Schlachten von Großbeeren (23. August) und Dennewitz (6. September) blutig zurückgewiesen wurden. Beim Rückzug von Großbeeren erlitten die Husaren als die letzten am Feind schwere Verluste, besonders an der Brücke von Wittstock.
In der Völkerschlacht bei Leipzig (16. bis 19. Oktober 1813), die das Regiment erst ab 17. Oktober 1813 mitmachte, wechselte es am 18. Oktober mit der gesamten sächsischen Armee auf die Seite der Koalition und kämpfte dann bis 1815 in Belgien und Frankreich. Im Juni 1815 erfolgte entsprechend der im Wiener Kongress vereinbarten Abtretung großer Teile Sachsens an Preußen auch die Teilung der sächsischen Armee und des Husarenregiments. Alle aus den an Preußen fallenden Teilen Sachsens stammenden Offiziere, Unteroffiziere und Mannschaften des Regiments mussten in das neu aufgestellte 12. preußische Husarenregiment übertreten. Dazu gab das Regiment am 17. Juni 1815 13 Offiziere, 69 Unteroffiziere und 353 Mannschaften samt Pferden ab. Beim Regiment verblieben 27 Offiziere und 453 Unteroffiziere und Mannschaften.
Nach der Niederlage Napoleons blieben die sächsischen Husaren noch bis 1818 als Besatzungstruppe zunächst im Elsass und dann in Belgien. Erst im Januar 1819 kehrten sie in ihre Heimat zurück und rückten in ihre künftigen Garnisonen Grimma, Pegau, Borna, Lausigk und Geithain (ab 1825 Rochlitz).

### 2. leichtes Reiter-Regiment
Zum 1. Januar 1822 wurden die sächsische Kavallerie einheitlich in drei gleichmäßig ausgerüstete und uniformierte Reiterregimenter umgegliedert und aus dem sächsischen Husaren-Regiment wurde das 2. Leichte Reiter-Regiment.
Während der Revolutionsjahre 1848 / 1849 war das Regiment im Vogtland und in Leipzig zur Aufrechterhaltung der Ruhe im Mai 1849 in Dresden und Zschertnitz zur Aufstandsbekämpfung eingesetzt.
Am 1. November 1849 wurde die in Borna stationierte 6. Eskadron zur Aufstellung des 3. Reiter-Regiments (Borna, Pegau und Geithain), des späteren Karabinier-Regiments (2. schweres Regiment), abgegeben. Borna fiel damit als Garnison für das 2. Reiter-Regiment weg.
Im Deutschen Krieg von 1866 stand Sachsen auf der Seite Österreichs und gegen Preußen und wurde am 20. Mai 1866 mit vier Eskadronen zu 150 Pferden mobilgemacht. Der Vorhut zugeteilt, rückte das Regiment über Teplitz nach Böhmen und trat mit Masse zur neuformierten sächsischen Kavallerie-Division. Es nahm an den Gefechten bei Münchengrätz (28. Juni) und Gitschin (29. Juni) teil. In der Schlacht bei Königgrätz war es zunächst auf dem linken Flügel bei Nechanitz eingesetzt, kam aber geschlossen nicht zum Einsatz. Danach machte es, wieder als Flankensicherung, den Rückzug der österreichischen Armee bis ins Waagtal mit. Anfang November 1866 traf das Regiment wieder in seinen Garnisonen ein.
Zum 1. April 1867 musste das 2. Reiter-Regiment die (durch Los bestimmte) 1. und 2. Eskadron zur Aufstellung des sächsischen 2. Ulanen-Regiments in Leipzig abgeben. Nach Neuaufstellung der 2. Eskadron und Umbenennung der bisherigen 6. zum 1. Oktober 1867 bestand das Regiment wieder aus fünf Eskadronen, drei in Grimma (1., 3. und 5.) und zwei in Lausigk (2. und 4.). Die Garnison in Rochlitz wurde aufgegeben.
Im Deutsch-Französischen Krieg war das 2. Reiter-Regiment zunächst der sächsischen 24. Infanterie-Division unterstellt, überschritt mit dieser am 29. Juli 1870 den Rhein und am 11. August die französische Grenze in Richtung auf die Mosel bei Pont-à-Mousson. Als Divisionskavallerie war es vorwiegend zur Aufklärung, zum Flankenschutz und als Sicherung für die Artillerie eingesetzt.
Nach den Schlachten von Gravelotte und St. Privat und Sedan nahm es am Vormarsch auf Paris teil und stellte dann Rahmen der Belagerung von Paris Vorposten im Norden des Belagerungsrings.
Nach Abschluss des Waffenstillstands rückte das Regiment mit der 24. Infanterie-Division als Besatzungstruppe in die Gegend von Rethel, Vouziers und Flize mit Lonny. Im Spätherbst 1871 wurde die 24. Infanterie-Division wurde von Metz aus mit der Bahn nach Leipzig verlegt. Am 2. November 1871 nahm das Regiment am festlichen Einzug in Leipzig teil und erreichte am folgenden Tag seine Garnisonen.

### 2. Husaren-Regiment Nr. 19

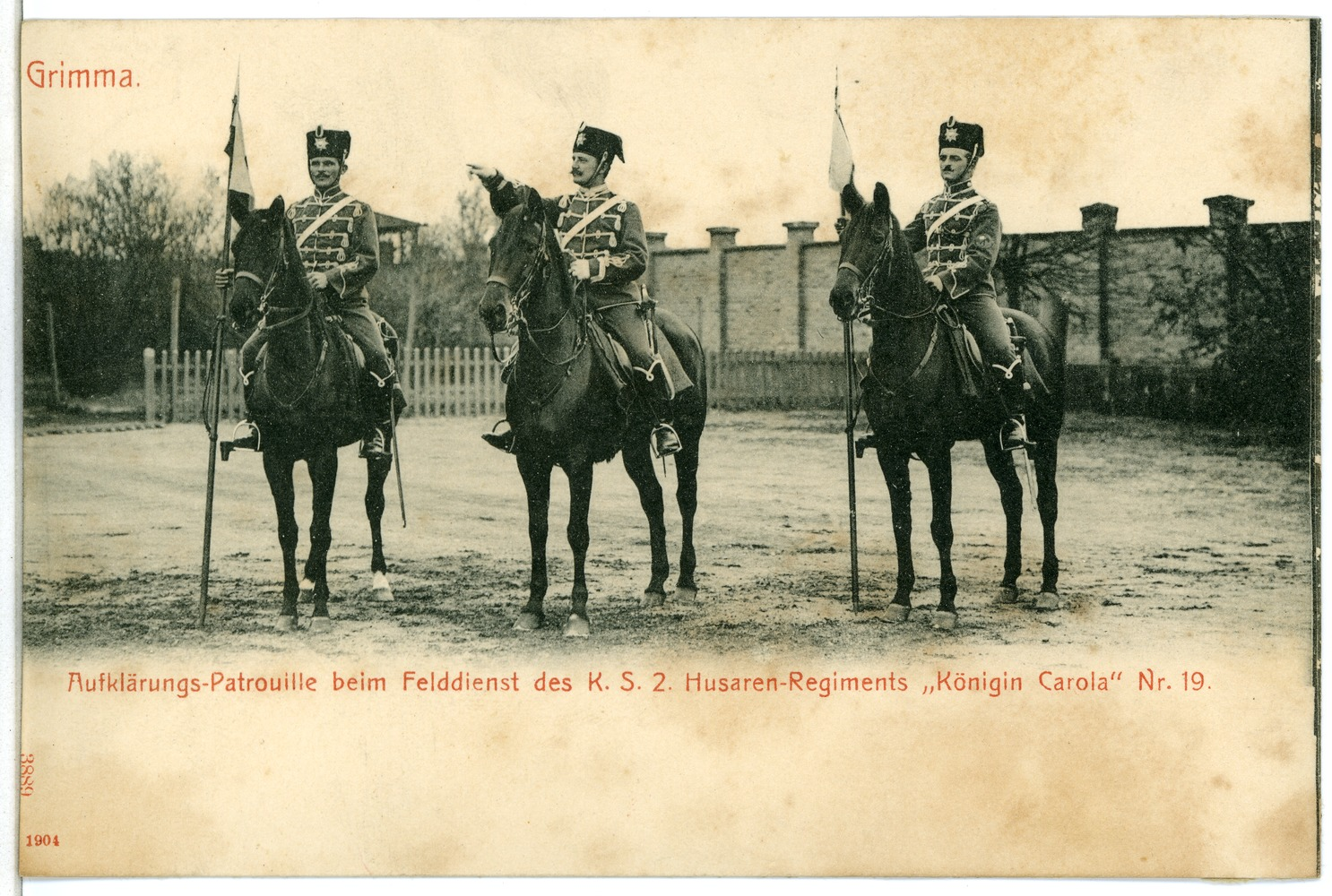
19er Husaren 1903

Am 17. Dezember 1875 wurde das 2. Reiter-Regiment wieder zu einem Husaren-Regiment umgegliedert und erhielt die Bezeichnung 2. Husaren-Regiment Nr. 19. Der Etat sah fünf Eskadronen mit 25 Offizieren, 77 Unteroffizieren, ein Stabstrompeter, 15 Trompeter, 99 Gefreiten und 479 Husaren sowie 672 Dienstpferden vor. Am 23. April 1876 rückte es erstmals in Husarenuniform zur Geburtstagsparade für den König aus.

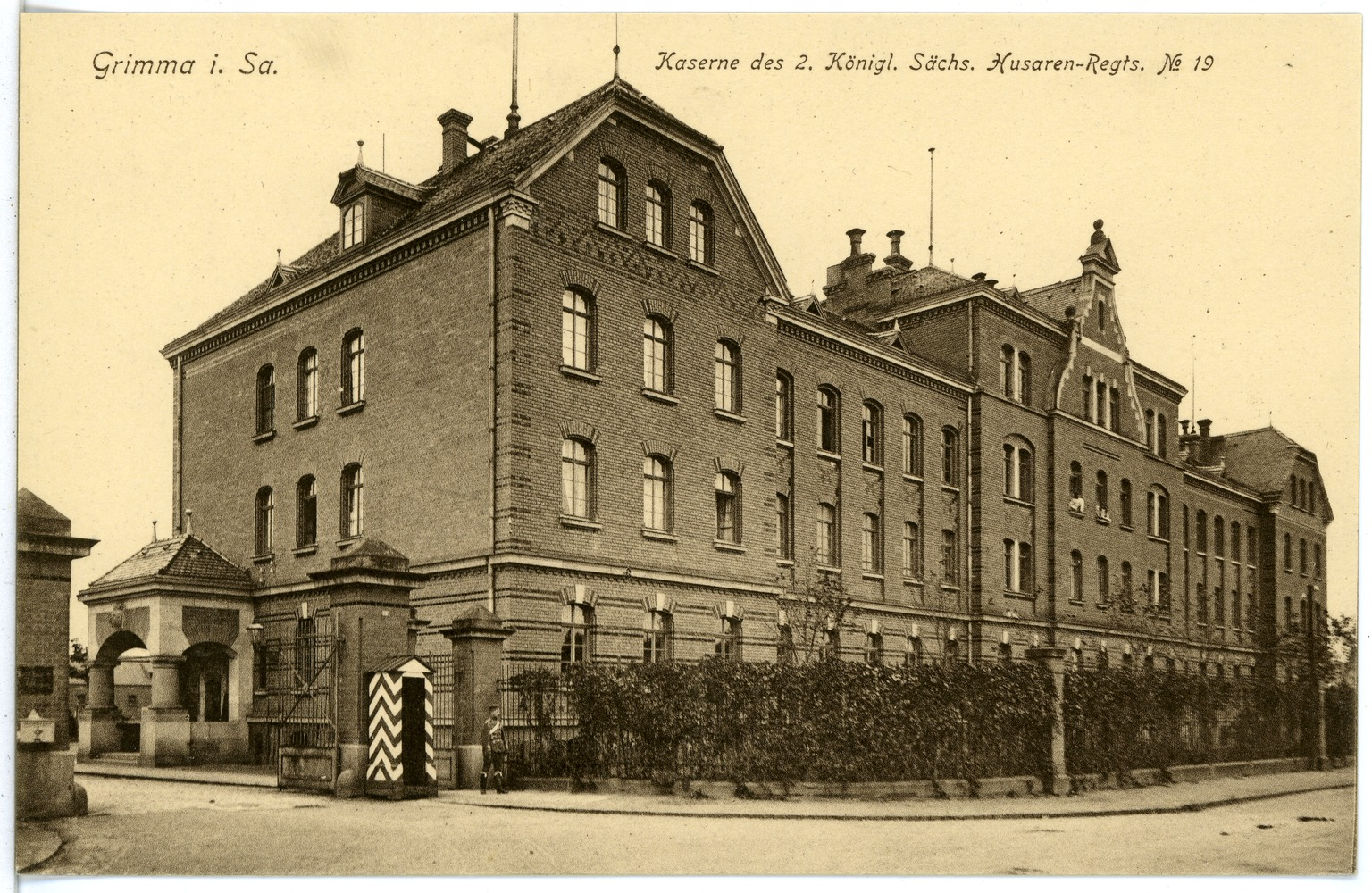
Königin-Carola-Kaserne in Grimma

1893 wurde die Garnison in Lausigk aufgegeben und das Regiment in Grimma in der neuerbauten Königin-Carola-Kaserne in Grimma zusammengeführt.
Am 1. Oktober 1910 wurde die 4. Eskadron zur Aufstellung des 3. Husaren-Regiment Nr. 20 nach Bautzen verlegt und durch Neuaufstellung ersetzt.
Nach dem Reichshaushalts-Etat für das Jahr 1913 hatte ein Kavallerieregiment fünf Eskadronen 26 Offiziere, bis zu drei Sanitätsoffiziere, bis zu fünf Veterinäroffiziere, 66 Unteroffiziere, zwei Beamte als Zahlmeister, 667 Mannschaften sowie 726 Dienstpferde (ohne die Pferde der Offiziere).

### Erster Weltkrieg
Nach der Mobilmachung am 2. August 1914 verlegte das Regiment als Divisionskavallerie der 40. (Sächsische) Infanterie-Division ab 7. August 1914 mit Stab, 1., 2., 4. und 5. Eskadron im Bahntransport nach Westen und wurde am 9. August in Speicher, 20 Kilometer nördlich von Trier, ausgeladen. Wie schon 1866 und 1870 blieb die 3. Eskadron als Ersatzeskadron in Grimma.
Bis Oktober 1915 war das Regiment im Rahmen Division vorwiegend zur Aufklärung und zur Flankensicherung im Westen eingesetzt, machte die Grenzschlachten an der Maas mit und war dann vorwiegend im Raum westlich Lille. Am 2. September 1914 ritt die 4. Eskadron bei Somme-Py noch einmal einen klassischen Kavallerieangriff und machte 140 französische Gefangene.
Neben berittenen Patrouillen stellte das Regiment im November 1914 erstmals auch infanteristisch eingesetzte „Karabinerkompanien“, die zeitweise in die Stellungen der zur Verteidigung eingesetzten Infanterie einrückten. Im Frühjahr 1915 wurden solche Grabenkommandos, je Eskadron 50 Schützen, ständig gestellt, je Eskadron 50 Schützen. Dieser Einsatz sollte auf Kriegsdauer aber eine Ausnahme bleiben. Anders als viele andere Kavallerieregimenter des Reichsheers saß das Husaren-Regiment Nr. 19 bis zum Ende des Krieges nie ab, sondern blieb beritten und wurde überwiegend beritten zur Aufklärung, zur Verbindung, zum Flankenschutz, für militärpolizeiliche Aufgaben und zum Bahnschutz eingesetzt.
Der zeitweilige infanteristische Einsatz wirkte sich aber auf die Ausrüstung aus. Im Mai 1915 gaben zunächst die Unteroffiziere ohne Portepee und Mannschaften ihre Säbel ab und erhielten stattdessen Seitengewehre. Im Oktober bekamen auch die Wachtmeister und Offiziere das Seitengewehr. Im Januar 1916 erhielten die Eskadronen auch eigene Feldküchen. Im März 1916 erhielten alle Soldaten des Regiments Gasmasken, die bis dahin jeweils nur an die infanteristisch eingesetzten Soldaten ausgegeben worden waren.
Im Oktober 1915 traten die 1. und 4. Eskadron infolge des Ausscheidens des Ulanen-Regiments Nr. 18 aus dem Korpsverband des XII. Armee-Korps als „Kavallerieabteilung der 24. Infanterie-Division“ vorübergehend zu dieser Division.
Im Juli 1916 wurde dann die Verteilung der Kavallerie ganz neu geregelt und jede Infanterie-Division erhielt eine Kavallerie-Eskadron für alle kavalleristischen Aufgaben. Dazu blieben vom Husaren-Regiment Nr. 19 der Regimentsstab und die 2. Eskadron bei der 40. Infanterie-Division, während die 1. Eskadron zur 24. Infanterie-Division und die 4. und 5. Eskadron zunächst gemeinsam zur 19. Ersatz-Division traten. Mit dem Ausscheiden der 47. Ersatz-Brigade aus dem Verband der Division im Oktober 1916 blieb die 4. Eskadron bei dieser Brigade, aus der im Januar 1917 dann die 219. Infanterie-Division entstand.
Damit war für den Rest des Krieges der Regimentsverband aufgelöst. Der seiner eigentlichen Aufgabe ledige Regimentsstab wurde künftig als Stab z.b.V. eingesetzt und der Regimentskommandeur vertrat mehrfach gefallene oder beurlaubte Regimentskommandeure der Infanterie (u. a. Infanterie-Regiment Nr. 104 und 181) und übernahm andere Führungsaufgaben.
1. und 2. Eskadron nahmen ab Anfang August 1916 im Rahmen ihrer Divisionen an der Schlacht an der Somme teil, waren dann im Raum Cambrai und ab Oktober 1916 westlich Bapaume. Ab 6. November 1916 bis Ende 1917 erfolgte der Einsatz im sogenannten Wytschaete-Bogen.
Die 1. Eskadron war dann bis Herbst 1918 wieder im Raum. Das Kriegsende erlebte sie im Raum ostwärts von Metz, marschierte dann im Rahmen der 24. Infanterie-Division über Bitsch und Weißenburg nach Karlsruhe und überschritt dort am 20. November als Schließende den Rhein. Nach längerem Aufenthalt in Knielingen wurde sie am 24. November in Durlach verladen und erreichte am 27. November früh Grimma.
Stab und 2. Eskadron blieben nur bis Ende Oktober 1917 in Flandern, um dann im Rahmen der 40. Infanterie-Division im Bahntransport über Trier-Berlin-Thorn-Kowno am 6. November 1917 nach Soly (60 km ostwärts von Vilnius) zu gelangen. Dort kam es aber kaum zu Kampfhandlungen. Im Februar 1918 kehrten Stab und 2. Eskadron im Bahntransport an die Westfront zurück und erreichten am 3. März 1918 Diedenhofen.
Die Eskadron war dann zunächst ostwärts Verdun eingesetzt, dann ab Juli 1918 am Ostrand des Forêt de Retz und ab Anfang August ostwärts von Cambrai. Im Raum Neerpeede westlich Brüssel erreichte sie die Nachricht vom Waffenstillstand. Am 12. November 1918 begann über Löwen, Lüttich, Aachen, Köln der Rückmarsch in die Heimat. Ab 1. Dezember in Hamm, wurde die 2. Eskadron am 18. Dezember verladen und kam am 19. Dezember abends in Grimma an.
4. und 5. Eskadron waren zunächst gemeinsam im Rahmen der 19. Ersatz-Division in Lothringen. Die 4. Eskadron wurde ab 8. Oktober 1917 wurde im Rahmen der 19. Ersatz-Division nach Riga verlegt und traf am 9. Oktober dort ein. Auch hier kam es bis zum Waffenstillstand am 6. Dezember kaum zu Kampfhandlungen. Ab 18. Februar 1918 griff die 19. Ersatz-Division von Hinzenberg über Werro auf Pleskau russische Kräfte an und legte in sechs Tagen 180 Kilometer zurück. Danach war die Eskadron in den Kreisen Petschory, Werro und Dorpat zum Sicherungsdienst eingesetzt. Ab 9. März übernahm sie die gleiche Aufgabe im Bezirk von Meks südostwärts Tallinn und ab Ende Juni im Bezirk von Luunia bei Tartu. Ab 23. September 1918 verlegte sie über Oppeln nach Niš, wo sie ab 1. Oktober eintraf. Nach kämpfendem Ausweichend der 19. Ersatz-Division auf Belgrad ab 25. Oktober 1918 überquerte die 4. Eskadron am 1. November 1918 mit der Fähre die Save und gelangte auf ungarisches Gebiet. Am 2. Dezember wurde sie in Szolnok verladen und traf am 8. Dezember in Grimma ein.
Die 5. Eskadron war im Rahmen der 19. Ersatz-Division ab Oktober 1916 zunächst vor Verdun und später ostwärts Reims. Ab Juli 1918 war auch sie am Ostrand des Forêt de Retz (Wald von Retz) und dann am Ailettekanal eingesetzt und erlebte die dortigen Tankangriffe. Ab 8. September verlegte nach Mörchingen südostwärts. Größere Kampfhandlungen erlebte sie bis zum Eintritt des Waffenstillstandes dann nicht mehr.
Ab 14. November verlegte sie im Rahmen der Division über Wiss und Harskirchen nach Schweighofen, überschritt am 25. November auf der Maxauer Brücke den Rhein und blieb dann bis 2. Dezember in Quartieren in Grötzingen und dann in Durlach. In der Nacht zum 6. Dezember erreichte auch sie im Bahntransport die Heimatgarnison Grimma.
In vier Kriegsjahren hatte das Husaren-Regiment Nr. 19 12 Offiziere, 8 Unteroffiziere und 75 Mannschaften verloren. Ein Offizier fiel noch 1919.

### Demobilisierung und weitere Entwicklung
Zu der Ende 1918 für den Grenzschutz gebildeten sächsischen Freiwilligen Grenzjäger-Brigade 2 stellte das Husaren-Regiment als Grenzjäger-Husaren-Regiment 19 zunächst zwei und später vier Eskadronen. Mit der Auflösung der Sächsischen Armee zum 31. März 1919 war auch die Geschichte des 2. Husaren-Regiments Nr. 19 zu Ende. Seine Reste gingen im neu aufgestellten Reichswehr-Kavallerie-Regiment 19 auf, das dann im Rahmen der deutlichen Verkleinerung des Reichsheeres nach den Bestimmungen des Versailler Vertrags im Reiter-Regiment 12 (Stab in Dresden, 1. und 3. Eskadron in Grimma, 2. und 4. in Großenhain und 5. (Ergänzungs-) und 6. Eskadron in Dresden) aufging.
Die Tradition übernahm in der Reichswehr durch Erlass des Chefs der Heeresleitung General der Infanterie Hans von Seeckt vom 24. August 1921 die in Großenhain stationierte 2. Eskadron des 12. (Sächsisches) Reiter-Regiment. In der Wehrmacht führte die I. Abteilung des Panzer-Regiments in Bamberg, ab März 1938 in 12. (Sächsisches) Reiter-Regiment fort.

## Bezeichnungen
| 01. Oktober 1791  | Husaren-Regiment                                                                               |
| 07. Juni 1815     | Regiment Prinz Johann Husaren                                                                  |
| 01. Januar 1822   | 2. leichtes Reiter-Regiment Prinz Johann                                                       |
| 11. August 1854   | 2. leichtes Reiter-Regiment                                                                    |
| 07. November 1867 | 2. Reiter-Regiment                                                                             |
| 17. Dezember 1875 | 2. Husaren-Regiment Nr. 19                                                                     |
| 17. Februar 1876  | 2. Husaren-Regiment „Kronprinz Friedrich Wilhelm des Deutschen Reiches und von Preußen“ Nr. 19 |
| 10. März 1888     | 2. Husaren-Regiment Nr. 19 „Kaiser Friedrich, König von Preußen“                               |
| 15. Juni 1888     | 2. Husaren-Regiment Nr. 19                                                                     |
| 30. Juli 1891     | 2. Königin Husaren-Regiment Nr. 19                                                             |
| 24. Juni 1902     | 2. Husaren-Regiment „Königin Carola“ Nr. 19                                                    |
| 19. Dezember 1907 | 2. Husaren-Regiment Nr. 19                                                                     |
| 30. Juli 1916     | 2. Husaren-Regiment Nr. 19 „Kronprinz Wilhelm des Deutschen Reiches und von Preußen“           |

## Regimentschef
| Dienstgrad                   | Name                              | Datum                               |
| ---------------------------- | --------------------------------- | ----------------------------------- |
| Generalmajor/Generalleutnant | Christoph Sigismund von Gutschmid | 18. Juli 1809 bis 7. Juni 1812      |
| Oberst/General               | Johann von Sachsen                | 07. Juli 1815 bis 29. Oktober 1873  |
| Generalfeldmarschall         | Friedrich Wilhelm von Preußen     | 17. Februar 1876 bis 15. Juni 1888  |
|                              | Carola, Königin von Sachsen       | 30. Juli 1891 bis 15. Dezember 1907 |
| General der Kavallerie       | Wilhelm von Preußen               | 31. Juli 1916                       |

## Kommandeure
| Dienstgrad            | Name                                        | Datum                                                                  |
| --------------------- | ------------------------------------------- | ---------------------------------------------------------------------- |
| Oberstleutnant/Oberst | Christian Gottlieb von Süßmilch gen. Hörnig | 01. Oktober 1791 bis 11. April 1801                                    |
| Oberst                | Friedrich Traugott von Trützschler          | 11. April 1801 bis 9. August 1804                                      |
| Oberst                | August Heinrich Damm von Pflugk             | 09. August 1804 bis 15. März 1809                                      |
| Oberst                | Christoph Sigmund von Gutschmid             | 15. März 1809 bis 18. Juli 1809                                        |
| Oberst                | Karl von Engel                              | 15. Juli 1809 – 22. Januar 1813                                        |
| Oberst                | August von Lindenau                         | 23. Januar 1813 bis 2. Februar 1814                                    |
| Oberst                | Otto Victor von Schönburg-Waldenburg        | 02. Februar 1814 bis 1815                                              |
| Oberst/Generalmajor   | Wilhelm Friedrich August von Leyßer         | 02. Februar 1814 bis 7. März 1820                                      |
| Oberst                | Karl Friedrich von Gecka                    | 16. November 1820 bis 31. Oktober 1830                                 |
| Oberst                | Gustav Senfft von Pilsach                   | 01. November 1830 bis 1. August 1836                                   |
| Oberst                | Christian Gottlob Friedrich Eckhardt        | 01. August 1836 bis 30. November 1847                                  |
| Oberst                | Karl Petzsch                                | 01. Januar 1848 bis 5. November 1850                                   |
| Oberst                | Adolf Curt von Prenzel                      | 11. November 1850 bis 30. April 1860                                   |
| Oberst                | Albert von Fritsch                          | 01. Mai 1860 bis 31. August 1863                                       |
| Oberst                | Adolf Senfft von Pilsach                    | 01. September 1863 bis 31. Oktober 1865                                |
| Oberst                | Hugo Senfft von Pilsach                     | 01. November 1865 bis 31. Dezember 1869                                |
| Major                 | Friedrich Nidda Genthe                      | 01. Januar bis 30. Juni 1870 (mit der Führung beauftragt)              |
| Oberstleutnant/Oberst | Friedrich Nidda Genthe                      | 01. Juli 1870 bis 19. März 1874                                        |
| Oberstleutnant/Oberst | Konstantin von Schnehen                     | 13. bis 18. März 1874 (mit der Führung beauftragt)                     |
| Oberstleutnant/Oberst | Konstantin von Schnehen                     | 19. März 1874 bis 26. Januar 1882                                      |
| Major                 | Wilhelm von Uslar                           | 27. Januar bis 16. September 1882 (mit der Führung beauftragt)         |
| Oberstleutnant        | Wilhelm von Uslar                           | 17. September 1882 bis 19. September 1884                              |
| Oberstleutnant/Oberst | Colin von Hammerstein                       | 20. September 1884 bis 17. September 1885 (mit der Führung beauftragt) |
| Oberstleutnant/Oberst | Colin von Hammerstein                       | 18. September 1885 bis 10. Dezember 1890                               |
| Major                 | Georg von Ende                              | 11. Dezember 1890 (mit der Führung beauftragt)                         |
| Oberstleutnant/Oberst | Georg von Ende                              | 17. Mai 1891 bis 16. Mai 1896                                          |
| Major                 | Gustav Kinder                               | 17. Mai 1896 bis 20. April 1897 (mit der Führung beauftragt)           |
| Oberstleutnant/Oberst | Gustav Kinder                               | 21. April 1897 bis 18. April 1901                                      |
| Major                 | Otto von Tschirschky und Bögendorff         | 19. April 1901 bis 20. April 1902 (mit der Führung beauftragt)         |
| Oberstleutnant        | Otto von Tschirschky und Bögendorff         | 21. April 1902 bis 25. März 1903                                       |
| Major                 | Carl von dem Bussche-Streithorst            | 26. März 1903 bis 20. März 1904 (mit der Führung beauftragt)           |
| Oberstleutnant/Oberst | Carl von dem Bussche-Streithorst            | 21. März 1904 bis 24. Oktober 1907                                     |
| Major/Oberstleutnant  | Horst von Luttitz                           | 25. Oktober 1907 bis 16. Juni 1910                                     |
| Major/Oberstleutnant  | Friedrich Bobsien                           | 17. Juni 1910 bis 21. Mai 1913 (mit der Führung beauftragt)            |
| Oberstleutnant        | Friedrich Bobsien                           | 22. Mai 1913 bis 5. Juli 1915                                          |
| Major/Oberstleutnant  | Christian Herbert Müller                    | 6. Juli 1915 bis 1919                                                  |

## Uniform

### Bis 1822

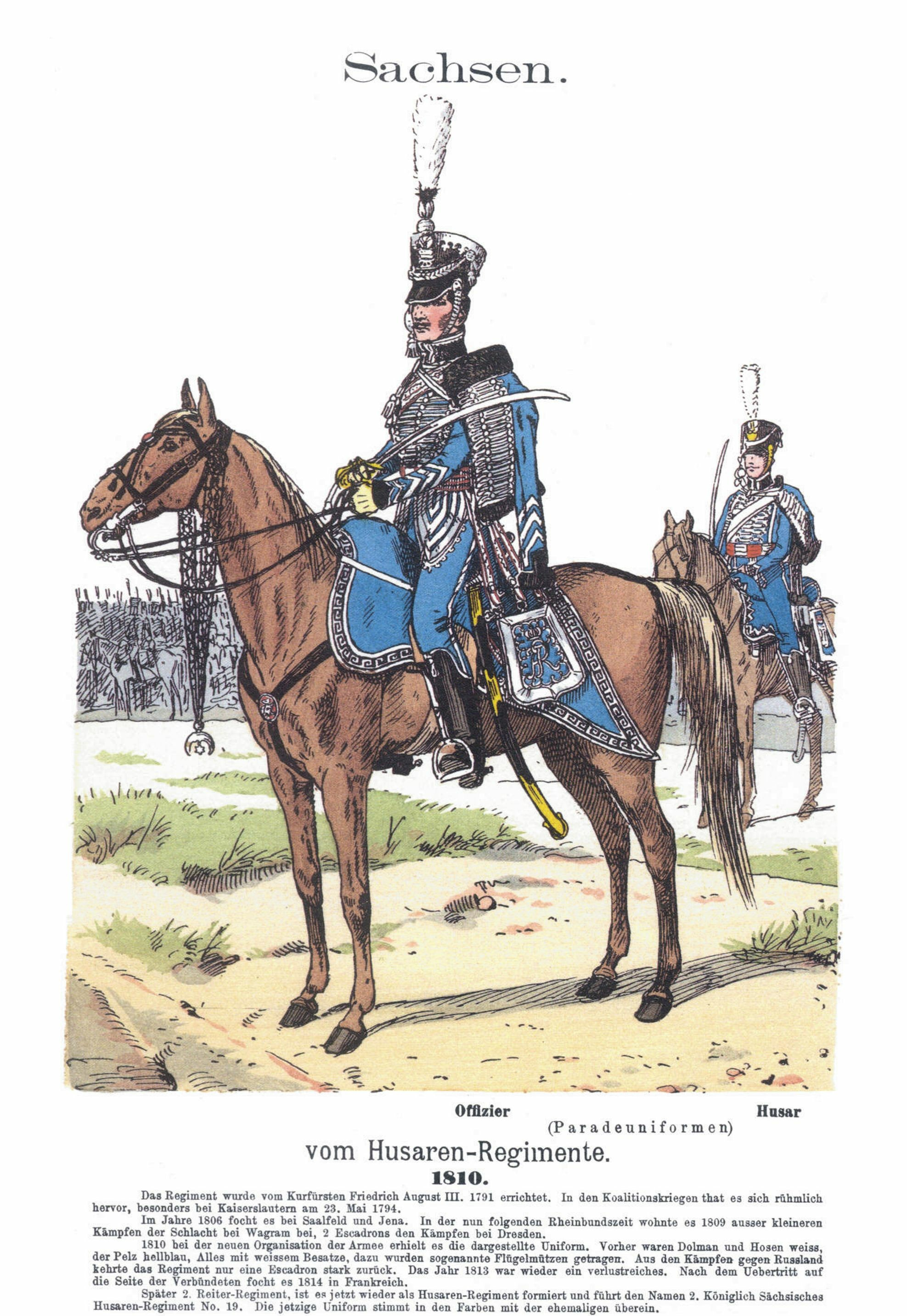
Offizier und Husar des sächsischen Husaren-Regiments 1810

Bei ihrer Aufstellung trugen die sächsischen Husaren weiße Dolmans mit hellblauen Aufschlägen und Kragen und für Unteroffiziere und Mannschaften hellblauer, für die Offiziere silberner, Verschnürung und Bortenbesatz. Die Hosen waren aus weißem Leder oder Tuch, dazu blaue Überhosen (sogenannte Chariwary) mit schwarzen Streifen an der Seite. Die Husarenstiefel waren mit weißer, bei den Offizieren silberner, Borte eingefasst. Die Pelze waren hellblau mit weißer, für die Offiziere silberner, Verschnürung und Bortenbesatz, der Pelzbesatz und das Futter war bei den Mannschaften weiß, bei Unteroffizieren und Offizieren schwarz. Kopfbedeckung war eine schwarze Flügelmütze (aus Filz) mit hellblau gefüttertem schwarzen Flügel (bei den Offizieren aus schwarzem Samt), weißen, bei den Offizieren silbernen, Borten und Schnüren und weißem Federstutz. Die lederne Säbeltasche mit einem blauen Tuchdeckelbezug hatte weißen bzw. silbernen Bortenbesatz mit Namenszug unter dem Kurhut. Die Husarenschärpe bestand aus krapproter Wollschnur mit weißen Feldern, bei den Offizieren war sie aus roter Seidenschnur und silbermetallenen Feldern. Bis 1810 wurden Zöpfe und Seitenlocken getragen.
Außer Dienst trugen die Offiziere lange hellblaue mantelartige Röcke mit weißer Verschnürung und weißen Borten mit Kragen und Aufschlägen aus schwarzem Samt (Pikeschen) und dazu einen Hut wie die anderen sächsischen Kavallerieoffiziere mit weißer Kokarde und Federstutz.

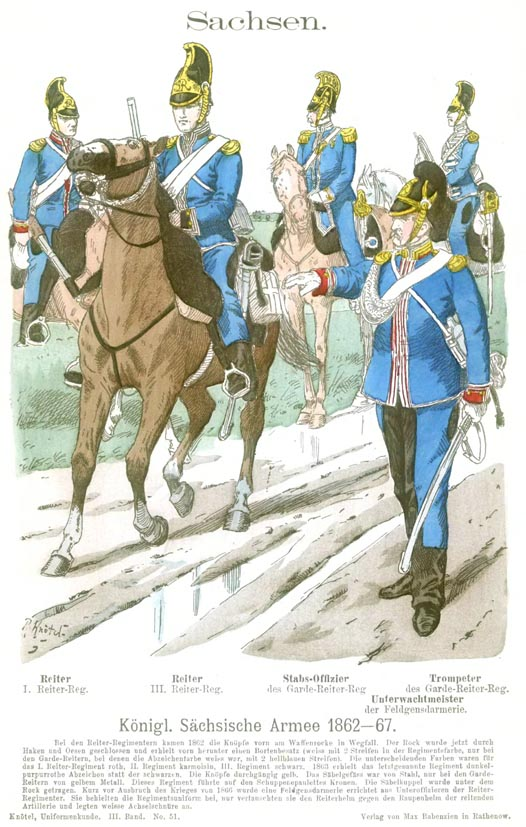
Reiterregimenter der sächsischen Armee 1862 - 1867

1810 wurde der Dolman hellblau, mit schwarzem Kragen und Aufschlägen und weißen bzw. silbernen Borten und Schnüren. Der Dolman und der Pelz der Trompeter wurden rot mit ebenfalls weißer Verschnürung. Dazu ersetzte ein schwarzer Filztschako mit Messingschuppenketten die Flügelmütze, als Dekoration ein Schild aus Messing mit dem sächsischen Wappen und darüber weiße (ab 1813 schwarz-gelb-grüne, ab 1815 weiß-grüne) Kokarde mit Messingagraffe. Die Trompeter hatten hellblau bezogene Tschakos mit weißblauem Federstutz, der Stabstrompeter hatte als besondere Kennzeichnung eine Pelzmütze aus braunem Bärenfell mit rotem Kolpak und weißem Behang. Die Hosen wurden hellblau mit weißem Schnurbesatz und schwarzen Seitenstreifen, bei den Offizieren silberner Besatz und schwarzer, silbern eingefasster Samtstreifen.

### Als leichtes Reiter-Regiment
Mit der Reorganisation der sächsischen Kavallerie ab 1822 war die Uniform dann ein weißes Kollett mit zwei Reihen messingfarbener Knöpfen, hellblauem Kragen, Aufschlägen und Vorstößen, hellblaue Hosen mit weißer Biese, dazu ein schwarzer Lederhelm mit Messingbeschlag und Schuppenketten, schwarzem Bügel und schwarzer, bei den Trompetern roter, Raupe. Nur die Schabracken bleiben bis 1863 nach Husarenart.
1832 wurden die Kollets kornblumenblau mit weißen Vorstößen, die drei Reiter-Regimenter unterschieden sich durch die Farbe des Kragens, der Aufschläge und des Schoßbesatzes. Für das 2. Reiter-Regiment waren sie karmesinrot. 1840 erhielten alle Regimenter wieder weiße Kragen und unterschieden sich nur noch durch verschiedenfarbige Ärmelpatten, die beim 2. Reiter-Regiment hellblau waren.
Ab 1850 traten an die Stelle der Kollets kornblumenblaue Waffenröcke und die Raupen auf den Helmen wurden abgeschafft. 1851 wurden Kragen und Aufschlagspatten dunkelpurpurrot, ab 1853 hatte der Waffenrock beim 2. Reiter-Regiment dunkelpurpurrote schwedische Aufschläge.
Ab 1863 traten an die Stelle der bisherigen geknöpften Waffenröcke solche nach der Art der Koller der preußischen Kürassiere, d. h. Verschluss durch Haken statt durch Knöpfe, weiße Vorstöße entlang der Rücken- und der äußeren Armelnähte und entlang der Schöße sowie beim 2. Reiter-Regiment purpurrot-weißer Bortenbesatz um Kragen, Ärmelaufschläge und vorn herunter vom Kragen bis zu den Schößen. Die Offiziere hatten anstelle der Borte Silbertresse mit purpurroten Seidenstreifen. Die Trompeter hatten keine Schwalbennester, sondern auf der Brust und dem vorderen Rockschoß dreizehn weiße, an den Enden spitz zulaufenden Bandlitzen.
1867 wurde ein neues Helmmodell eingeführt, das nun wieder Raupen hatte, bei den Trompetern rote, sonst schwarze.

### Ab 1875

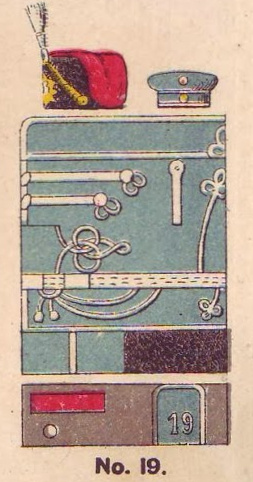
Farbschema der Uniform

Mit der Umgliederung zum Husaren-Regiment erfolgte die Uniformierung nach preußischem Muster und diese machte auch deren Änderungen mit. Der Attila war kornblumenblau mit weißer, bei den Offizieren silberner, Verschnürung. Der Kolpak der Pelzmütze war purpurrot, der bisherigen Abzeichenfarbe des 2. Reiter-Regiments. Die Dekoration der Pelzmütze war ein achtspitziger silberfarbener Stern mit silbernem gekrönten sächsischen Wappen im Lorbeerkranz unter dem weiß-grünen bzw. silber-grünen Feldzeichen. Reserveoffiziere trugen das Landwehrkreuz zwischen Stern und Wappen. Der Haarstutz zur Pelzmütze, bei den Offizieren ein Reiherfederbusch, war weiß, bei den Trompetern rot, ab 1903 hatte er bei Offizieren und Unteroffizieren eine grüne Wurzel.
Im Unterschied zu den preußischen Husaren waren auch die Hosen kornblumenblau mit weißer Borte bzw. silberfarbener Tresse. Die sächsischen Husarenoffiziere hatten auch kornblumenblaue Galareithosen ohne Lederbesatz mit silberfarbenem Tressenbesatz auf dem Oberschenkel in Form eines einfachen ungarischen Knotens, wie in Preußen nur die Offiziere des Leibgarde-Husaren-Regiments und des Husaren-Regiments Nr. 7. Ein weiter Unterschied zu den preußischen Husaren war, dass die sächsischen Husarenoffiziere im Garnisonsdienst eine kornblumenblaue Tuchhose tragen durften, beim Husaren-Regiment Nr. 19 mit weißem Vorstoß.
Die Mütze und die Feldmütze waren kornblumenblau mit ebensolchem Besatzstreifen und weißen Vorstößen. Bis 1883 hatten auch die Mannschaften Schirmmützen.
Ab 9. März 1888 trugen die Offiziere auf den Schulterstücken den vergoldeten gekrönten Namenszug „FR“ des Regimentschefs, der aber nach dem Tode Friedrichs III. nur noch von denjenigen Offizieren weiter getragen werden durften, die zu Lebzeiten des Kaisers im Regiment gestanden hatten. Am 30. Juli 1891 erhielten die Offiziere den Namenszug der neuen Regimentschefin, ein gekröntes „C“, den nach deren Tod am 15. Dezember 1907 auch wieder nur die Offiziere weiter tragen durften, die zu deren Lebzeiten der Königin im Regiment gedient hatten.
Abweichend von den preußischen Husaren hatten die Säbeltaschen der Unteroffiziere und Mannschaften einen kornblumenblauen Tuchbezug mit weißer, innen mit einem blauen Streifen durchzogener, Borteneinfassung, weißmetallenem gekröntem Namenszug „AR“ (dieser wurde auch unter den Nachfolgern König Alberts von Sachsen nicht geändert) und weißen Lederriemen. 1895 wurden zusätzlich schwarzlederne Dienstsäbeltaschen mit weißmetallenem gekrönten Namenszug eingeführt und die farbigen Säbeltaschen nur noch zur Parade geführt. Die Säbeltaschen der Offiziere waren aus dunkelrotem Leder und nach preußischem Muster mit kornblumenblauem Tuchbezug und mit silbernem Tressenbesatz gestaltet. Der gekrönte Namenszug war auch hier „AR“. Anders als in Preußen erhielten 1895 auch die Offiziere zusätzlich Interimssäbeltaschen aus schwarzem Lackleder mit versilbertem gekröntem Namenszug und führten die farbigen Säbeltaschen danach nur noch zur Parade.
Die Mäntel der Unteroffiziere und Mannschaften hatten purpurrote Kragenpatten und kornblumenblaue, weiß vorgestoßene Schulterklappen mit weißer Regimentsnummer nach sächsischer Probe. Bis 1883 hatten die Unteroffiziere auf der Kragenpatte an Stelle der in Sachsen dann weißen Borte mit grünem Streifen einen Knopf. Der Kragen des Mantels der Offiziere war kornblumenblau und hochgeschlagen purpurrot.
Die Kragenpatten der grauen Litewka waren bei den Unteroffiziere und Mannschaften ebenfalls purpurrot, bei den Offizieren kornblumenblau mit weißem Vorstoß. Bis 1999 gab es in Sachsen statt der Litewka für die Unteroffiziere und Mannschaften sogenannte Ärmelwesten, kornblumenblaue kurze Jacken ohne Schöße mit langgezogenen Kragenpatten in Kolpakfarbe.
Husarenschärpe und die Fangschnur der Pelzmütze hatte bei den Unteroffizieren weiß-grüne Knebel, bei den Offizieren waren Husarenschärpe und Fangschnur der Pelzmütze silbern und mit grünem Faden durchzogen. Die Verschnürung des Interimsattila (der in Sachsen Dienstattila hieß) war, anders als in Preußen, nicht andersfarbig durchzogen. Das Bandelier der Offiziere war das der sächsischen Kavallerie. mit Silbertresse besetzt und mit einem Kartuschkasten aus vergoldetem Messingblech und silbernem von Trophäen umgebenen und gekröntem Wappen.
Die sächsischen Husaren hatten keine Pelze, Generalen waren zur Husarenuniform ab 17. August 1888 zur Parade aber Pelze in der Farbe des Attila mit silberfarbener Verschnürung gestattet. Der Pelzbesatz war zunächst aus braunem, ab 1913 schwarzbraunem Zobelpelz.
Anders als die Preußischen Husaren hatten die sächsischen Husaren für ihre Pferde keine Paradeüberdecken nach Husarenart, sondern weiterhin die 1863 eingeführten schwarzen Sattelfelle aus Schaffell, bei den Unteroffizieren und Mannschaften ohne weitere Abzeichen, bei den Offizieren in den hinteren Ecken mit einem versilberter achteckiger Stern mit purpurroter Tuchfüllung und silberner Krone. Dazu gehörten für die Offiziere den preußischen Schabrunken ähnliche sogenannte Pistolenstützchen in Abzeichenfarbe mit silbern-purpurrotem Tressenbesatz nach Kürassierart. Ab 1891 war das Zaumzeug der Offiziere nach Husarenart verziert, mit silbernen Beschlägen und am Kehlriemen zur Parade eine silberne Kugel und Halbmond mit weißem Schweif aus Rosshaar.
Die Bewaffnung der sächsischen Husaren entsprach ab 1883 im Wesentlichen der der preußischen Husaren. Allerdings hatten sie Säbel statt Degen. Bei Einführung der Lanze für die gesamte deutsche Kavallerie am 2. Januar 1890 erhielt die sächsische Kavallerie, anders als alle anderen Kontingente des Reichsheeres, keine Stahlrohrlanzen, sondern solche aus Kiefernholz mit stählerner Spitze. Die Lanzenflaggen hatten etwas geringere Abmessungen als in Preußen und waren bei den Mannschaften weiß-grün und bei den Unteroffizieren weiß mit dem farbigen, von einem Löwen gehaltenen, Landeswappen.
Das Trompeterkorps des Regiments ritt Rappen.
Die sächsische Kavallerie hatte weder Pauken noch Standarten. Nachdem das sächsische Husaren-Regiment bis dahin keine Standarte geführt hatte, hatte das 2. leichte Reiter-Regiment am 3. September 1822 eine Standarte erhalten. Am 7. Juni 1849 waren die Standarten für die sächsische Kavallerie aber abgeschafft und nicht wieder eingeführt worden.
Die 1909 für die Husaren eingeführte, jedoch erst ab 1913 im größeren Umfang zum Gefechtsdienst getragene, feldgraue Felduniform entsprach für Unteroffiziere und Mannschaften im Schnitt der Friedensuniform, Grundtuch und Schnurbesatz waren jedoch feldgrau. Die Schulterschnüre der Unteroffiziere und Mannschaften waren beim Husaren-Regiment Nr. 19 kornblumenblau-weiß geschildert und trugen die gelbmetallene Regimentsnummer. Der feldgraue Attila der Offiziere entsprach im Schnitt dem Interims- bzw. Dienstattila der Friedensuniform, die feldgraue Verschnürung aber grün durchwirkt. Auch die Offiziere trugen auf den Schulterstücken eine vergoldete Regimentsnummer. Die feldgraue Feldmütze hatte weiße Vorstöße an Deckel und beiderseits des kornblumenblauen Mützenbandes. Über der Pelzmütze wurde der bereits 1892 eingeführte graugrüne Überzug getragen. Zum Mantel trugen Unteroffiziere und Mannschaften feldgraue Schulterklappen mit weißem Vorstoß und roter Regimentsnummer. Das Lederzeug, Stiefel, Säbelkoppel, Patronentaschen und Trageriemen für Patronentaschen war zur Felduniform ungefärbt und hatte einen hellbraunen Ton. Erst ab September 1915 wurde das Lederzeug wieder schwarz gefärbt.